# Cleora epistictis
Cleora epistictis är en fjärilsart som beskrevs av Edward Meyrick 1889. Cleora epistictis ingår i släktet Cleora och familjen mätare. Inga underarter finns listade i Catalogue of Life.